# Tetramolopium
Tetramolopium là một chi thực vật có hoa trong họ Cúc (Asteraceae).

## Loài
Chi Tetramolopium gồm các loài: